# سی‌جی‌سی ۱۲۹۵
سی جی سی ۱۲۹۵ داک به انگلیسی CJC 1295 DAC نام دیگر و به اختصار (DAC:GRF) کوتاه شده نام: دارو مجموع هم تافت شده فاکتور آزادکننده هورمون رشد دارویی هورمونی با ساختار پروتئینی، سنتزی با ساختار آمینو اسید زنجیره‌ای با پیوند پپتایدی است که به‌طور مشترک توسط شرکت آمریکایی زیست فناوری فراورده‌های دارویی ConjuChem Biotechnologies و بایوسل فارما آمریکا .Biocell-Pharma Inc USA جهت درمان بیماری اختلال و کمبود هورمون رشد در کودکان مورد تحقیق و توسعه قرار گرفت. این دارو ورژن بهینه‌سازی شده‌ای از داروی سرمورلین Sermorelin است که این بهینه‌سازی بیشتر شامل افکیزی نیمه عمر آن می‌شود که ماندگاری آن در بدن انسان از ۳ ساعت در سرمورلین Sermoreliennn به ۶ الی ۸ روز در CJC1295-DAC افزایش پیدا کرده‌است. همچنین فارماکوکینتیک یا اثر بخشی دارویی سی جی سی ۱۲۹۵ به میزان ۵۰۰٪ نسبت به سرمولین بیشتر است.

## پیشینه تحقیقات
در سال ۲۰۰۶ شرکت آمریکایی ConjuChem Biotechnologies با همکاری شرکت بایوسل فارما Biocell Pharma Inc. USA به عنوان اسپانسر و تأمین‌کننده بودجه مالی، تلاش‌های گسترده‌ای را برای یافتن و کشف و در نهایت تجاری سازی دارویی جهت درمان بیماری‌های مربوط به اختلال کمبود هورمون رشد، کم‌کاری غده هیپوفیز در کودکان آغاز کردند.
محققان ارشد این شرکت در نخستین فاز تحقیقات کارآزمایی بالینی این پروژه تصمیم گرفتند که از یافته‌ها و پژوهش‌های علمی پیشین سایر شرکت‌های داروسازی به خصوص شرکت بیوتکنولوژی آمژن آمریکا و همچنین کالج زیست فناوری دانشگاه ایالتی مریلند استفاده کنند. یکی از داروهای تحقیقاتی که در سال‌های قبل تر موفقیت‌های چشم گیری در زمینه درمان بیماری اختلال ترشح هورمون رشد در کودکان کسب کرده بود و توانسته بود به مقدار زیادی با این بیماری مقابله و راه را برای کشف داروی درمان قطعی آن بیماری هموار کند دارویی به نام Sermorelin با نام علمی GHRH 1-29 بود ولی این دارو به دلیل اثر دهی پایین کاندید مناسبی به عنوان درمان قطعی مورد توجه قرار نگرفته بود.

## فاز اول تحقیقات
در اوایل سال ۲۰۰۷ شرکت ConjuChem با همکاری دانشمندان شرکت Biocell Pharma Inc. USA(بایوسل فارما) موفق به ساخت فروملاسیون جدید و تغییر چیدمان زنجیره آمینو اسیدهای پپتاید سرمورلین شدند و تحقیقات خود را با بنا نهادن بر روی این پپتاید آغاز کردند. سرمورلین دارویی است پپتایدی با زنجیره مولکولی۲۹ آمینو اسید که کوچکترین زنجیره را در میان خانواده پپتایدهای فاکتور آزاد کننده هورمون رشد GHRH دارد و در تحقیقات نشان داده بود که به دلیل نیمه عمر پایین، نیاز به چندین تزریق در روز است و اثربخشی آن نسبت به دوز مصرفی پایین است.

## نحوه نام گذاری CJC1295-DAC
محققان نام پروژه تحقیقاتی خود را با مخفف کردن نام شرکتConjuChem (CJC) و تعداد آمینو اسیدها و تعداد زنجیره‌های آن CJC1295 گذاشتند همچنین تیم تحقیقاتی شرکت ConjuChem با بررسی بیشتر توانستند تکنیکی اختراع و ثبت کنند که افزودن آن روش به دارو قدرت اثر بخشی، ماندگاری در بدن و سیگنال دهی پپتاید را چندین برابر افزایش می‌داد. نام تجاری این اختراع دارویی را Drug Affinity Complex یا به اختصار DAC گذاشتند. ِنام DAC نیز در انتهای دارو قرار داده شد.

## نحوه عملکرد DAC در دارو
کلمه DAC از مخفف شده واژگان اصطلاح Drug Affinity Complex می‌باشد نحوه عملکرد این تکنیک به نحوی است که هنگام سنتز پپتاید CJC1295 یک ملکول آمینو اسید آلبومین در انتهای هر شاخه از زنجیره ترمینال C اضافه می‌کنند، این روش باعث انسجام بیشتر هورمون پپتایدی و اتصال آن به پلاسما در سیستم گردش خون می‌شود بدین صورت هورمون با حفظ ساختار خود تا چندین روز در سیستم گردش خون باقی و فعال می‌ماند حال بدون اینکه خاصیت‌های اولیه سیگنال دهندهٔ خود را از دست داده باشد.
در همایش ملی سالانه بیوتکنولوژی و ژنتیک آمریکا در سال ۲۰۰۸ دانشمندان در سراسر جهان ابداع روش DAC را دستاورد و تحولی بزرگ در زمینه طراحی دارو قلمداد کردند و تا کنون باعث شده چندین جایزه علمی به تیم محققان شرکت Biocell Phara Inc. USA و ConjuChem اهدا گردد.

## مکانیزم اثر دارو در ترشح GH و IGF1
یافته‌های تحقیقات بر روی انسان و سایر پستانداران نشان داد که تزریق یک واحد سی جی سی ۱۲۹۵ معادل ۱۰ میکروگرم به ازای هر کیلو در هر هفته می‌تواند فاکتورهای آزادکننده ساخت هورمون رشد را به شدت بالا برده و به هیپوفیز انسان سیگنال تولید و ترشح سوماتروپین را دهد و همچنین به سلول‌های جدار بیرونی کبد سیگنال ساخت هورمون رشد شبه انسلوین شماره یک (IGF1) را بدهد. همچنین نتایج آزمایشها نشان داد که با یک بار تزریق در هفته بر روی انسان میزان سطح سوماتروپین پلاسمای خون به میزان ۶ الی ۱۰ تاشدگی پروتئینی (Protein Fold) معادل ۳ الی ۵ برابر افزایش پیدا می‌کند و همچنین به میزان ۵/۱ الی ۵ تا خوردگی معادل یک الی دو نیم برابر سطح IGF1 پلاسمای خون را افزایش می‌دهد.
در ادامه تحقیقات یافته‌ها نشان می‌داد مدت زمان ماندگاری افزایش هورمون‌های IGF1 و GH به مدت ۶ الی ۹ روز متغیر است و با چند تزریق در دوزهای متعادل و پایین در انسان و در سایر پستانداران می‌توان سطح IGF1 و GH به مدت ۲۸ روز و بیشتر بالا نگه داشت.

## فازهای دو و سوم تحقیقات بالینی کلینیکی
مطالعات بالینی تا فازهای دوم و سوم در سال‌های ۲۰۰۹ الی ۲۰۱۰ بر روی یک جامع آماری داوطلب متشکل از ۱۲۰۰ نفر مرد و زن در گروه‌های سنی مختلف در کشور آرژانتین، کانادا و آمریکا ادامه پیدا کرد و این دارو با دوزهای گوناگون به بیماران مبتلا به سندروم‌های مختلف اختلال ترشح هورمون رشد تزریق شد، یافته‌های فاز دوم تحقیقات در یک بازه زمانه ۲۰ ماهه نشان داد که این دارو قدرت بسیار بالایی در افزایش کاتابولیسم و متابولیسم پروتئین دارد. به این صورت که با سیگنال دادن به سیستم گوارشی دستور افزایش تولید آنزیم‌های لازم برای سنتز پروتئین را می‌داد.

## مکانیزم دارو در تخریب بافت چربی سفید
در تحقیقات فازهای دوم و سوم بالینی بر روی انسان یکی از مشکلاتی که این دارو برای اخذ تاییدیه سازمان غذا و دارو آمریکا (FDA)داشت ایجاد پدیده‌ای به نام لیپودستروفی lipodystrophy یا تخریب بافت چربی سفید انباشته شده در بدن بود. این پپتاید با افزایش سطح میزان آنزیم لیپوپروتئین لیپاس (Lipo-Protein Lipase LPL) چربی‌هایی که به صورت تریگلیسرید در بدن انباشته شده بود را به اسیدهای آزاد چرب تبدیل و در نتیجه باعث افزایش متابولیسم بافت چربی و آزاد شدن مقادیر زیادی از انرژی در بدن می‌شد.
همچنین یافته‌ها نشان داد که CJC1295 با افزایش سطح آنزیم HSL یا Hormone Sensitive Lipase که به عنوان آنزیم کنترل‌کننده مصرف چربی در میتوکندری سلول‌های عضلانی شناخته می‌شود باعث بالا بردن مصرف چربی در سلول‌ها می‌شد که این دو فاکتور نقش بسیار زیادی در تخریب بافت چربی سفید بدن بیماران داشتند و از این رو FDA موافق با تأیید این دارو برای درمان اختلال هورمون رشد در کودکان نبود زیرا باعث می‌شود بافت چربی کودکان بشدت کاهش پیدا کند.
از آنجایی که استفاده داروی CJC1295 باعث افزایش GH همچنین رابطه مستقیم با افزایش دو آنزیم HSL و LPL داشت و در مکانیزم اثر این دارو امکان حذف این فرایند در بدن میسر نبود تحقیقات به‌طور کامل متوقف گردید و داروی سی جی سی به عنوان یک داروی درمانی موفق به کسب تاییدیه FDA جهت درمان کمبود هورمون رشد در کودکان نشد.

## دوپینگ و سوءمصرف در میان ورزشکاران
از آنجایی که تمام نتایج تحقیقات به صورت غیر محرمانه و هفتگی در اختیار عموم قرار می‌گرفت یافته‌های پزشکی این پروژه تحقیقاتی توجه بسیاری از محافل ورزشی را جلب نمود و پزشکان مشاوره ژنتیکی و زیرزمینی تیم‌های ورزشی برای بالا بردن عملکرد ورزشکاران و همچنین با توجه به جدید بودن آن و پنهان کاری و عدم شناسایی آن در تست دوپینگ مصرف آن را پیشنهاد می‌نمودند و با توجه به مکانیزم اثر این دارو و فرایندهایی که در بدن انسان ایجاد می‌کند این پپتاید بیشترین مصرف را در رشته‌های پرورش اندام و وزنه‌برداری دارد.
عوامل ایجاد محبوبیت و سوءمصرف از این پپتاید در ورزش را می‌توان بالا بردن سطح پلاسمای GH و IGF1 به مدت زیاد، افزایش آنزیم‌های تخریب بافت چربی LPL و HSL، افزایش کاتابولیسم و سنتز پروتئین، افزایش متابولیسم چربی در سلول‌های عضلانی، افزایش فیبروبلاست سلول‌های ماهیچه ایی نام برد.
در اواخر سال ۲۰۱۰ میزان درخواست خرید این پپتاید به شرکت‌های تولیدکننده پپتایدهای تحقیقاتی به قدری بالا رفته بود که میزان فروش شرکت Biocell Pharma، شرکت Abcam، شرکت Peprotech، شرکت ProspecBio به بالای ۲۵ میلیون دلار در این محصول رسیده بود.

## تحقیقات FDA دربارهٔ عوارض جانبی
در سال ۲۰۱۲ تعدادی از بیماران داوطلب که در پروژه تحقیقاتی CJC1295DAC که با شرکت Conjuchem همکاری داشتند و دوزهای بالا این پپتاید را استفاده کرده بودند از این موضوع هراس داشتند که ممکن است در آینده به سرطان یا تومورهای سرطانی بدخیم مبتلا شوند و این بیماران اظهار می‌داشتند که به مطالبی در سایت‌های غیررسمی برخورده‌اند که بر سرطان زا بودن سی جی سی تأکید می‌کند و پیرو آن از FDA درخواست نمودند که سرطان زا بودن پپتاید CJC1295 DAC سی جی سی ۱۲۹۵ را بررسی کند و در پی آن سازمان غذا و داروی ایالات متحده با بررسی نتایج تمامی فازهای تحقیقاتی که مدت چند سال بر روی ۱۲۰۰ نفر داوطلب انجام شده بود هیچگونه رابطه‌ای که به‌طور مستقیم یا غیر مستقیم برای تقسیم سلولی سلول‌های سرطان زا یا ایجاد تومور سرطانی در دراز مدت یا جهش‌های ژنتیکی سرطان زا را در هیچ‌کدام از داوطلبان و حتی کودکان به دنیا آمده آن‌ها پس از استفاده از سی جی سی مشاهده نکرد. البته روی همه cjcهای تزریقی به زبان انگلیسی نوشته شده فقط برای تحقیقات و بر روی انسان استفاده نشود. لازم است ذکر شود به هیچ عنوان به صورت خود سرانه مصرف نشود.
بررسی‌های بیشتر نشان دهنده آن بود که این افراد هدف کمپین تبلیغاتی علیه سی جی سی ۱۲۹۵ قرار گرفته‌اند که توسط کمپانی‌های تولیدکننده مکمل‌های ورزشی در اینترنت به راه افتاده‌است.
سال ۲۰۱۱ الی ۲۰۱۲ سازمان غذا و دارو ایالات متحده تحقیقات گسترده‌ای در خصوص سوءاستفاده پپتایدها در محافل گوناگون ورزشی آمریکا آغاز کرد و به این نتیجه رسید که سوءاستفاده فراگیر بعضی از هورمونهای پپتایدی-پروتئینی در ورزش پرورش اندام، اکثر ورزش‌های قدرتی اعم از پاورلیفتینگ، وزنه‌برداری، پرتاب وزنه، پرتاب نیزه باعث کاهش فروش مکملهای ورزشی به میزان ۳۰٪ الی ۳۵٪ در اغلب کمپانی‌های مطرح تولید مکمل‌های ورزشی آمریکایی شده‌است.
نتایج تحقیقات نشان داد ورزشکاران ترجیح می‌دهند درصد قابل توجهی از بودجه مالی خود را صرف خرید پپتایدها کنند و در آن سو نیز پلیس فدرال و FDA متوجه شدند که شرکت‌های تولید مکمل‌های ورزشی برای کاهش محبوبیت و فراگیری استفاده پپتایدها در محافل ورزشی، به صورت غیر مستقیم و ناشناس اقدام به ایجاد کمپین‌های تبلیغاتی گسترده دروغین و خلاف واقع و غیر علمی و همچنین نشر اطلاعات غلط و شایعه پراکنی به هر نحو در محافل ورزشی علیه هورمون‌های پروتئینی-پپتایدی کرده‌اند، به گونه‌ای که شرکت‌های مکمل‌های ورزشی با استفاده از الفاظی چون سرطان زا بودن، خطر جهش‌های ژنتیکی، ناشناخته بودن عوراض، مبتلا شدن به تومورهای بدخیم، سالخوردگی زودرس، خطر سکته مغزی و قلبی، تخریب بافت ارگان‌های حساس، فلج شدن، اقدام به ایجاد ترس در بین ورزشکاران کرده‌اند.
انتشار این گزارش باعث گردید چندین سازمان علمی از جمله پایگاه ملی مقالات ژنتیک آمریکا علیه شرکت‌های تولیدکننده مکمل‌های ورزشی شکایت‌های مختلفی در قالب اتهام‌های گوناگون به دادگاه فدرال عالی ارائه کنند. از جمله ایجاد عمدی مشکلات و موانع در سیستم تحقیقاتی-دارویی آمریکا و همچنین ایجاد رعب و وحشت در بیمارانی که در فرایند تحقیقات با شرکت‌های دارویی همکاری کرده‌اند.